# 小笠原長逵
小笠原 長逵（おがさわら ながみち）は、播磨国安志藩2代藩主。忠脩系小笠原家7代。

## 生涯
正徳3年（1713年）2月15日、小笠原本家の豊前小倉藩第3代藩主・小笠原忠基の次男として小倉で生まれる。
享保15年（1730年）6月、子の無い初代安志藩主・小笠原長興の養子となり、12月11日に長興が隠居したためその跡を継いだ。12月18日には叙任する。長興は妹を養女とし、長逵に正室として娶らせている。
藩政においては、宝暦5年（1755年）に無償もしくは有償で生活に困窮する百姓を助ける「夫食付方仕法」という共済制度を定めている。これは幕府が天明5年（1785年）に定めたものと同様の法律で、長逵は30年前から実施したのである。
明和7年（1770年）8月18日に死去した。享年58。跡を次男の長為が継いだ。

## 系譜
- 父：小笠原忠基（1682年 - 1752年）
- 母：松室氏
- 養父：小笠原長興（1712年 - 1786年）
- 正室：小笠原長興の養女、小笠原長円の娘
  - 次男：小笠原長為（1745年 - 1782年）
- 側室：小林氏
  - 四男：大岡忠與（1759/55年 - 1786年） - 大岡忠恒の養子
- 室：法寿院 - 粟津弥次右衛門娘
  - 三男：小笠原忠苗（1746年 - 1808年） - 小笠原忠総の養子
- 生母不明の子女
  - 男子
  - 五男：小笠原政宣
  - 女子：水野勝起継室
  - 女子